# Cordillera Riesco (Santa María-Montañas)
La cordillera Riesco es un cordón montañoso situado en la Región de Magallanes,: 766  al suroeste de Puerto Natales.
Luis Risopatrón lo describe en su Diccionario jeográfico de Chile (1924):: 766 
Riesco (Cordillera). Tiene más de 1000 m de altitud i se levanta en la parte S de la lengua de tierra que se estiende entre los canales de Las Montañas, Morla Vicuña i Santa María; nombre puesto en honor del Presidente de la República, señor Jerman Riesco (1901-1906).
No debe ser confundida con Cordillera Riesco (Isla Riesco).